# Tác giả hàm ẩn
Tác giả hàm ẩn (tiếng Anh: implied author) là thuật ngữ do Uây-en Bút-xơ đề xuất. Tác giả là cội nguồn của thông tin tự sự trong tác phẩm, là nơi xuất phát của hành vi tự sự. Nhưng khác với niềm tin thông thường, tác giả lại là khâu khó nắm bắt nhất, là nhân tố không ổn định nhất.
Người đọc thường chỉ biết được tên của tác giả, ngay tác giả đương đại cũng vậy. Hoạt động ý thức vốn đã khó nắm bắt, huống nữa mỗi lúc một khác. Cái tác giả mà tự sự học quan tâm là tác giả được suy ra từ bản thân tự sự (trần thuật), nó đại diện cho một chuỗi hình thái văn hóa xã hội, tâm lý cá nhân, quan niệm về giá trị văn học. Tác giả hàm ẩn là một tập hợp giá trị về đạo đức, tập quán, tâm lý, thẩm mỹ làm nền tảng cho toàn bộ tác phẩm.
Một tác giả có thể sinh những tác giả hàm ẩn khác nhau, bởi vì anh ta có thể sử dụng những tập hợp giá trị khác nhau để sáng tác những tác phẩm khác nhau, do trạng thái tư tưởng thay đổi hoặc do đối tượng thưởng thức khác nhau, hoặc do mang những “mặt nạ” khác nhau. Tác giả hàm ẩn trong Ruỗng nát và trong Cửa hàng họ Lâm, Nửa đêm (đều là của Mao Thuẫn) rất khác nhau. Tác giả hàm ẩn trong Truyện và kí và trong Nhật kí trong tù (đều là của Nguyễn Ái Quốc – Hồ Chí Minh) cũng rất khác nhau.
Tất nhiên không nên tách rời hoàn toàn tác giả và tác giả hàm ẩn, bởi các tác giả hàm ẩn đều do tác giả sáng tạo và cung cấp. Mọi tác giả hàm ẩn đều là một phần của tác giả. Song khái niệm tác giả hàm ẩn cung cấp cơ sở để nghiên cứu loại hình tác giả trong một nền văn học và quá trình văn học.